# Fieldspaniël
De fieldspaniël is een hondenras dat afkomstig is uit Engeland.
Deze spaniël heeft zich halverwege de 19e eeuw tot een apart ras ontwikkeld. Een volwassen dier is ongeveer 45 centimeter hoog. De hond heeft lange oren en lang haar.
Amerikaanse cockerspaniël ·
Amerikaanse waterspaniël ·
Barbet ·
Chesapeake Bayretriever ·
Clumberspaniël ·
Curly-coated retriever ·
Duitse wachtelhond ·
Engelse cockerspaniël ·
Engelse springerspaniël ·
Fieldspaniël ·
Flat-coated retriever ·
Golden retriever ·
Ierse waterspaniël ·
Kooikerhondje ·
Labrador-retriever ·
Lagotto romagnolo ·
Nova Scotia duck tolling retriever ·
Perro de agua español ·
Portugese waterhond ·
Sussex-spaniël ·
Welshe springerspaniël ·
Wetterhoun